# Дибово (Елцький повіт)
Дибово (пол. Dybowo, нім. Dybowen) — село в Польщі, у гміні Простки Елцького повіту Вармінсько-Мазурського воєводства.
Населення — 105 осіб (2011).
У 1975-1998 роках село належало до Сувальського воєводства.

## Демографія
Демографічна структура станом на 31 березня 2011 року:
|          | Загалом | Допрацездатний вік | Працездатний вік | Постпрацездатний вік |
| -------- | ------- | ------------------ | ---------------- | -------------------- |
| Чоловіки | 45      | 9                  | 30               | 6                    |
| Жінки    | 60      | 13                 | 38               | 9                    |
| Разом    | 105     | 22                 | 68               | 15                   |